# Горохов, Владимир Александрович
Влади́мир Алекса́ндрович Горо́хов (1849, Илимск, Иркутская губерния — 5 апреля 1907, Москва) — русский купец первой гильдии, филантроп.

## Биография
Родился предположительно в 1849 году в Иркутской губернии в Илимске, здесь в 1882 году занялся торговлей.
Впоследствии переехал в Томск, где стал купцом второй гильдии, а с начала 1890-х годов — первой.
Затем переехал в Бердск, здесь он в 1883 году соорудил крупчатую мукомольную мельницу.
Умер Горохов во время поездки по торговым делам в Москве, похоронен на Ваганьковском кладбище, однако, в соответствии с завещанием, через месяц его останки перевезли в Бердск и перезахоронили на территории Сретенской церкви. Со строительством Новосибирской ГЭС место кладбища было затоплено, но в 2008 году во время сильного обмеления Новосибирского водохранилища могила Горохова была найдена, и прах купца перезахоронили в Преображенском соборе Бердска. Имя купца Горохова присвоено одной из улиц Бердска.

## Предпринимательская и общественная деятельность

### Гороховская мельница
В 1883 году Горохов построил крупчатую мукомольную мельницу, которая перемалывала в сутки около 90 тонн пшеницы. При мельнице была своя бесплатная лечебница для работников, а в 1903 году открылась ремесленная школа. Помимо обучения грамоте, школа готовила работников, обслуживавших мельницу и буксирные пароходы Горохова.
В декабре 1903 года купец с сыновьями учредил торговый дом «В. А. Горохов» (капитал — 1 млн. рублей).

### Образование
В 1887 году на средства Горохова было построено церковно-приходское училище. В 1897 год в селе Бердском по инициативе жены Горохова, Анны Ивановны, была открыта народная бесплатная библиотека, также построенная на средства самого Горохова. При библиотеке действовал «Народный дом» с самодеятельным театром. В 1899 году библиотеку посетило 135 человек.

### Религиозная деятельность
Когда в 1891 год по решению Епархиального совета была начата реконструкция Сретенского храма, который построен в 1808 году. Горохов оказал помощь в реализации этого проекта.
При строительстве собора Александра Невского в Новониколаевске жители города выбрали Горохова казначеем строительного комитета.

### Здравоохранение
В 1899 году томским обществом физического развития при поддержке Горохова была открыта детская колония для физически ослабленных детей.
В 1904 году Горохов изъявил желание выстроить в селе здание для сельской лечебницы с квартирой для врача и всеми необходимыми постройками. В 1906 году им была подана докладная записка губернатору с технической документацией и сметой, которые составил гражданский инженер А. Д. Крячков. Горохов предлагал построить лечебницу за свой счет, с условием, что расходы на это строительство будут возмещены ему не позже 1909 года. В октябре 1906 года Губернское управление утвердило проект, предложение было принято, однако осуществлено не было. Вскоре В. А. Горохов умер, наследники купца не заинтересовались строительством больницы.

## Издательское дело и журналистика
Принимал участие в издании «Сибирской газеты» в Томске и научных книг. В историко-статистическом сборнике «Алтай» (Томск, 1890) есть статья Горохова «Частная крупная промышленность». После смерти Горохова на его средства был издан сборник документов «Томск в XVII веке».

## Развитие после смерти Горохова
Ещё при жизни Владимира Горохова его сын Сергей, сторонник модернизации и механизации производства, предлагал ввести на мельнице современные машины и соединить её со складами канатной дорогой. Владимир Александрович, однако, возражал против механизации, грозившей оставить без работы большую часть персонала мельницы.
В 1908 году, после смерти Владимира Горохова, между мельницей и складами была протянута канатная дорога. Для её строительства Сергей, сам инженер по образованию, выписал из Цюриха швейцарского инженера Эжена Липперта.

## Награды
Владимир Горохов был удостоен ордена Святой Анны III степени и золотой медали «За усердие».

## Адреса

### Адреса в Томске
Склад торгового дома «В. А. Горохов» — Набережная реки Томи, д. 25 
7010040000

### Адреса в Новониколаевске
В Новониколаевске усадьба Горохова находилась на углу Кабинетской и Воронцовской улиц. Контора купца располагалась на Каменской улице.

## Семья
- жена — Анна Ивановна[1];
- сын — Александр Владимирович (1888—1920), был арестован за финансовую помощь колчаковскому режиму и умер после тюремного заключения в инфекционной больнице в Томске;
- правнук — Кирилл Александрович Днепровский (род. 1958)[5].